# Banjarská Wikipedie
Banjarská Wikipedie je edice Wikipedie v banjarštině, jednom z jazyků v Indonésii. Byla založena 17. října 2010. V lednu 2022 obsahovala přes 4 400 článků a pracovali pro ni 2 správci. Registrováno bylo přes 12 100 uživatelů, z nichž bylo asi 40 aktivních. V počtu článků byla na 202. místě.